# Albert à l'ouest
Pour plus de détails, voir Fiche technique et Distribution.
Albert à l'ouest (A Million Ways to Die in the West), ou Mille et une façons de mourir dans l'Ouest au Québec, est un film américain écrit, produit et réalisé par Seth MacFarlane, sorti en 2014.

## Synopsis
En 1882, Albert Stark (Seth MacFarlane) vit dans la ville de Vieille Souche (Old Stump en version originale et québécoise). C'est un éleveur de moutons, plutôt lâche, qui vient de perdre sa petite amie Louise (Amanda Seyfried). Il s'entraîne alors pour devenir un as de la gâchette, avec l'aide d'Anna (Charlize Theron), la femme du célèbre hors-la-loi Clinch (Liam Neeson). Mais les choses se compliquent lorsqu'Albert et Anna tombent amoureux l'un de l'autre...

## Fiche technique
Sauf indication contraire, les informations mentionnées dans cette section peuvent être confirmées par les bases de données cinématographiques  présentes dans la section « Liens externes ».
- Titre original : A Million Ways to Die in the West
- Titre français : Albert à l'ouest
- Titre québécois : Mille et une façons de mourir dans l'Ouest
- Réalisation : Seth MacFarlane
- Scénario : Seth MacFarlane, Alec Sulkin et Wellesley Wild
- Musique : Joel McNeely
- Direction artistique : Peter Borck
- Décors : Stephen J. Lineweaver
- Costumes : Cindy Evans
- Photographie : Michael Barrett
- Montage : Jeff Freeman
- Production : Jason Clark, Scott Stuber (en) et Seth MacFarlane
- Sociétés de production : Media Rights Capital et RGB Media
- Sociétés de distribution :  Universal Pictures ;  Universal Pictures International France
- Budget : 40 000 000 $[1]
- Pays de production :  États-Unis
- Langue originale : anglais
- Format : couleurs – 2,35:1 – 35 mm, cinéma numérique — son Dolby Digital
- Genres : comédie et western
- Durée : 115 minutes
- Dates de sortie[2] :
  - Australie : 29 mai 2014 (première mondiale)
  - États-Unis : 30 mai 2014
  - France et Belgique : 2 juillet 2014

## Distribution
Sauf indication contraire, les informations mentionnées dans cette section peuvent être confirmées par les bases de données cinématographiques  présentes dans la section « Liens externes ».

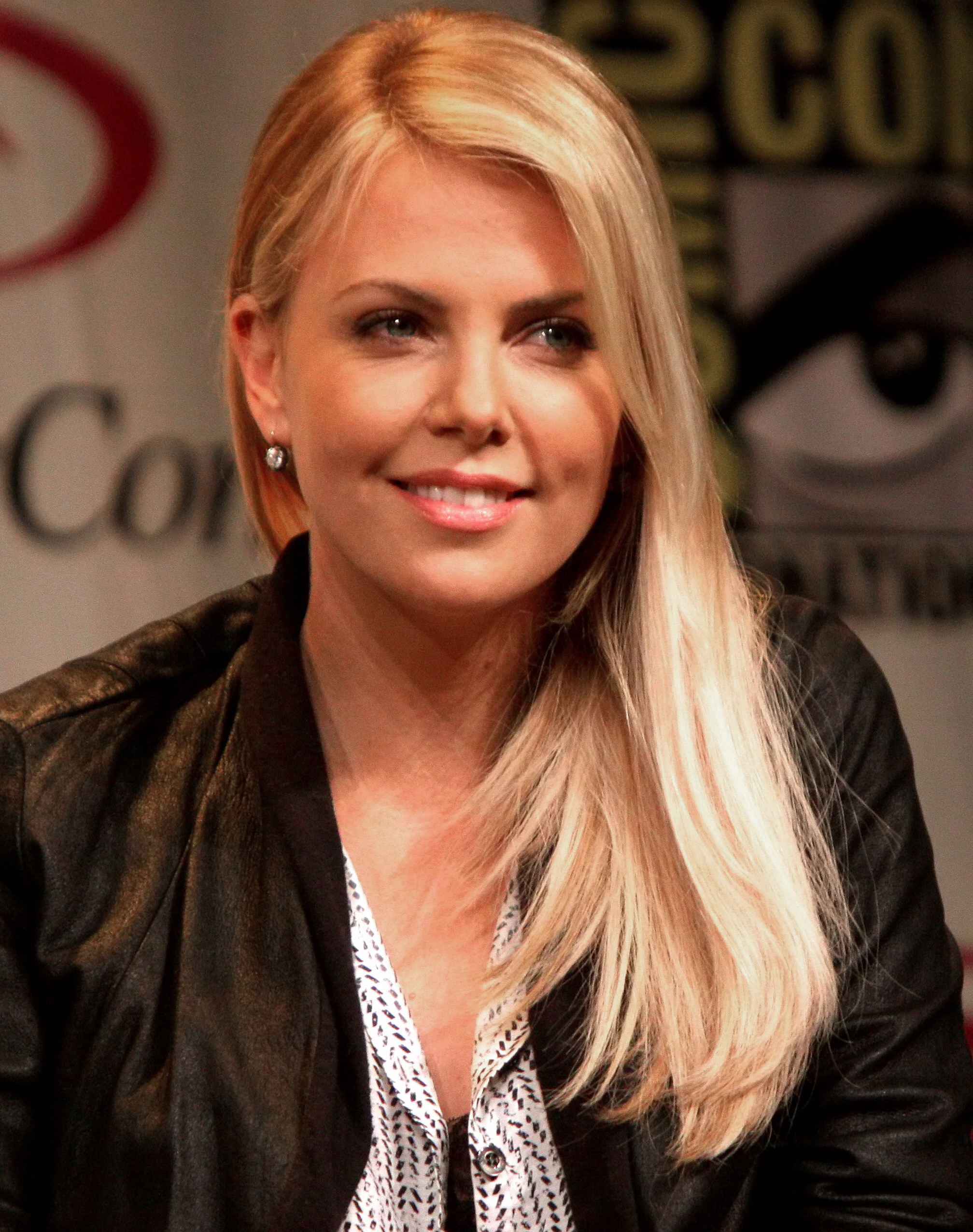
L'actrice Charlize Theron, l'année de tournage du film.

- Seth MacFarlane (VF : Jérémie Covillault ; VQ : Tristan Harvey) : Albert Stark
- Charlize Theron (VF : Hélène Bizot ; VQ : Camille Cyr-Desmarais) : Anna Barnes-Leatherwood
- Liam Neeson (VF : Frédéric van den Driessche ; VQ : Éric Gaudry) : Clinch Leatherwood
- Amanda Seyfried (VF : Kelly Marot ; VQ : Catherine Bonneau) : Louise
- Neil Patrick Harris (VF : Vincent Ropion ; VQ : François Godin) : Foy
- Giovanni Ribisi (VF : Fabrice Josso ; VQ : Hugolin Chevrette-Landesque) : Edward
- Evan Jones (VF : Jérôme Pauwels) : Lewis
- Sarah Silverman (VF : Sandrine Cohen ; VQ : Émilie Bibeau) : Ruth
- Christopher Hagen (VF : Jacques Brunet ; VQ : Hubert Fielden) : George Stark
- Dennis Haskins (VF : Richard Leblond) : Montgomery, le vendeur d'huile de serpent
- John Aylward (VF : Vincent Grass) : le pasteur Wilson
- Amick Byram (VF : Daniel Beretta) : Marcus Thornton
- Jackamoe Buzzell (VF : Laurent Maurel) : Charly Blanche
- Wes Studi : Cochise, le chef Apache
- Ralph Garman : Dan
- Rex Linn (VF : Bertrand Arnaud) : le shérif / le narrateur (en VO)
- Matt Clark (VF : René Morard) : le vieux prospecteur
- Challen Cates : une passagère

Caméos
- Gilbert Gottfried (VF : Alain Beigel) : Abraham Lincoln
- Jimmy Hart : le photographe
- Ewan McGregor : un cowboy à la foire
- Christopher Lloyd (VF: Pierre Hatet ; VQ: Pierre Auger) : Dr Emmett Brown[3],[4]
- Ryan Reynolds (sans dialogue) : l'homme tué par Clinch au bar (non crédité)
- Kaley Cuoco : la jeune femme qu'Albert essaie de séduire dans le magasin de tissus (caméo uniquement visible dans la version intégrale du film)
- Jamie Foxx (VF : Jean-Baptiste Anoumon ; VQ : Pierre Auger) : Django (non crédité)
- John Michael Higgins : Dandy #1
- Bill Maher : Comic
- Patrick Stewart : voix dans le rêve d'Albert (en VO)

Sources et légende : Version française (VF) sur RS Doublage, AlloDoublage et selon le carton du doublage français au cinéma etVersion québécoise (VQ) sur Doublage Québec

## Commentaires
Le film comporte de nombreux clins d'œil ou hommages :
- Retour vers le futur : Albert est attiré par des jets de lumière émanant d'une grange et rencontre Emmett Brown. Celui-ci masque rapidement l'arrière d'un véhicule qui semble être la fameuse machine à voyager dans le temps.
- Django Unchained : à la toute fin du film, Jamie Foxx, qui incarne Django dans le film de Quentin Tarantino, fait une apparition à la foire, et tue l'homme responsable du stand de tir aux pigeons. Juste avant le générique, il prononce la phrase précédemment citée dans le film : « Des gens meurent à la foire ».

## Bande originale
Albums de Joel McNeely
Clochette et la Fée Pirate
(2014) En route !
(2014)
Liste des titres
Toute la musique est composée par Joel McNeely, sauf exception notée.
| 1.    | A Million Ways to Die (interprété par Alan Jackson)         | 2:27 |
| 2.    | Main Title                                                  | 2:33 |
| 3.    | Missing Louise                                              | 2:08 |
| 4.    | Old Stump                                                   | 0:45 |
| 5.    | Saloon Brawl                                                | 1:50 |
| 6.    | Rattlesnake Ridge                                           | 1:28 |
| 7.    | People Die at the Fair                                      | 2:11 |
| 8.    | The Shooting Lesson                                         | 2:16 |
| 9.    | The Barn Dance                                              | 2:29 |
| 10.   | If You’ve Only Got a Moustache (interprété par Amick Byram) | 1:31 |
| 11.   | Anna and Albert                                             | 4:19 |
| 12.   | Clinch Hunts Albert                                         | 3:41 |
| 13.   | Racing the Train                                            | 2:21 |
| 14.   | Captured by Cochise                                         | 2:07 |
| 15.   | Albert Takes a Trip                                         | 2:24 |
| 16.   | The Showdown                                                | 2:20 |
| 17.   | Sheep to the Horizon                                        | 2:00 |
| 18.   | End Title Suite                                             | 2:30 |
| 41:20 |                                                             |      |

## Accueil

### Critiques
Albert à l'ouest a reçu des critiques mitigées de la part des critiques. Le site Rotten Tomatoes a donné au film une note de 33 % basé sur 192 avis, avec une note moyenne de 4,9⁄10. Le consensus du site stipule : "Bien qu'il offre quelques rires et bénéficie d'un casting talentueux, Albert à l'ouest de Seth MacFarlane est une affaire décevante". Un autre site d'agrégation de critiques, Metacritic, a donné une score de 44⁄100 basé sur les critiques de 43 critiques, indiquant des "critiques mitigées ou moyennes". Le public interrogé par CinemaScore a donné au film une note moyenne de "B" sur une échelle de A + à F.
L'accueil en France est plus modéré, le site AlloCiné lui attribue une moyenne de 3⁄5.

### Box-office
Lors de sa sortie en salles, Albert à l'ouest a rapporté 87 189 756 dollars de recettes mondiales au box-office, dont 44 050 456 dollars aux États-Unis et au Canada. En France, le long-métrage a réuni 261 581 entrées. Le résultat d'Albert à l'ouest au box-office est considéré comme une déception, notamment sur le territoire américain, en raison des 16 797 385 $ engrangés pour son week-end d'ouverture en salles par rapport aux attentes.
Les autres raisons possibles annoncées du faible succès du film en salles seraient dues à la mauvaise réception critique, au rôle principal incarné par MacFarlane, davantage connu comme acteur dans des séries télévisées d'animation, aux résultats déclinants des westerns en salles, un faible taux d'audience auprès des jeunes par rapport à Ted, précédent film réalisé par MacFarlane et qui a rencontré un énorme succès au box-office et la concurrence d'autres longs-métrages sortis le même jour en salles.
| Pays ou région    | Box-office      | Date d'arrêt du box-office | Nombre de semaines |
| ----------------- | --------------- | -------------------------- | ------------------ |
| États-Unis Canada | 44 050 456 $    | -                          | -                  |
| France            | 261 581 entrées | -                          | -                  |
| Total mondial     | 87 189 756 $    | -                          | -                  |